# Collegio di Birmingham Northfield
Birmingham Northfield è un collegio elettorale situato a Birmingham, nelle Midlands Occidentali, e rappresentato alla Camera dei comuni del Parlamento del Regno Unito. Elegge un membro del parlamento con il sistema first-past-the-post, ossia maggioritario a turno unico; l'attuale parlamentare è Laurence Turner del Partito Laburista, che rappresenta il collegio dal 2024.

## Estensione

Birmingham Northfield dal 2010 al 2024

- 1950-1955: i ward del County Borough di Birmingham di Northfield, Selly Oak e Weoley.
- 1955-1974: i ward del County Borough di Birmingham di King's Norton, Northfield e Weoley.
- 1974-1983: come sopra, meno King's Norton, e con in più Longbridge
- 1983-1997: i ward della città di Birmingham di Bartley Green, Longbridge, Northfield e Weoley.
- 1997-2010: come sopra, meno Bartley Green
- 2010-2024: come sopra, con in più King's Norton
- dal 2024: i ward della città di Birmingham di Allens Cross; Frankley Great Park; King’s Norton North; King’s Norton South; Longbridge and West Heath; Northfield; Rubery and Rednal e Weoleyand  Selly Oak (distretti elettorali WSO1ED, WSO4, WSO6, WSO7, WSO8, WSO9 e WSO10).[1]

## Membri del parlamento
| Elezione | Elezione       | Deputato           | Partito      |
| -------- | -------------- | ------------------ | ------------ |
|          | 1950           | Raymond Blackburn  | Laburista    |
| 1951     | Donald Chapman |                    | Laburista    |
| 1970     | Ray Carter     |                    | Laburista    |
|          | 1979           | Jocelyn Cadbury    | Conservatore |
|          | 1982 (S)       | John Spellar       | Laburista    |
|          | 1983           | Roger Douglas King | Conservatore |
|          | 1992           | Richard Burden     | Laburista    |
|          | 2019           | Gary Sambrook      | Conservatore |
|          | 2024           | Laurence Turner    | Laburista    |

## Elezioni

### Elezioni negli anni 2020
| Partito                    | Partito                                           | Candidato                  | Risultati 4 luglio 2024 | Risultati 4 luglio 2024 |
| Partito                    | Partito                                           | Candidato                  | Voti                    | %                       |
| -------------------------- | ------------------------------------------------- | -------------------------- | ----------------------- | ----------------------- |
|                            | Laburista                                         | Laurence Turner            | 14 929                  | 39,65                   |
|                            | Conservatore                                      | Gary Sambrook              | 9 540                   | 25,34                   |
|                            | Reform UK                                         | Stephen Peters             | 7 895                   | 20,97                   |
|                            | Verdi                                             | Rob Grant                  | 2 809                   | 7,46                    |
|                            | Lib Dem                                           | Jerry Evans                | 1 791                   | 4,76                    |
|                            | Indipendente                                      | Altaf Hussain              | 310                     | 0,82                    |
|                            | Common Good                                       | Dick Rodgers               | 215                     | 0,57                    |
|                            | Indipendente                                      | Dean Gwilliam              | 163                     | 0,43                    |
|                            |                                                   |                            |                         |                         |
| Iscritti                   | Iscritti                                          | Iscritti                   | 74 048                  | 100,00                  |
| ↳ Votanti (% su iscritti)  | ↳ Votanti (% su iscritti)                         | ↳ Votanti (% su iscritti)  | 37 652                  | 50,85                   |
| ↳ Astenuti (% su iscritti) | ↳ Astenuti (% su iscritti)                        | ↳ Astenuti (% su iscritti) | 36 396                  | 49,15                   |
|                            |                                                   |                            |                         |                         |
|                            | Esito: collegio passa da Conservatore a Laburista |                            |                         |                         |

### Elezioni negli anni 2010
| Partito                    | Partito                                           | Candidato                  | Risultati 12 dicembre 2019 | Risultati 12 dicembre 2019 |
| Partito                    | Partito                                           | Candidato                  | Voti                       | %                          |
| -------------------------- | ------------------------------------------------- | -------------------------- | -------------------------- | -------------------------- |
|                            | Conservatore                                      | Gary Sambrook              | 19 957                     | 46,31                      |
|                            | Laburista                                         | Richard Burden             | 18 317                     | 42,50                      |
|                            | Lib Dem                                           | Jamie Scott                | 1 961                      | 4,55                       |
|                            | Brexit                                            | Keith Rowe                 | 1 655                      | 3,84                       |
|                            | Verdi                                             | Eleanor Masters            | 954                        | 2,21                       |
|                            | UKIP                                              | Kenneth Lowry              | 254                        | 0,59                       |
|                            |                                                   |                            |                            |                            |
| Iscritti                   | Iscritti                                          | Iscritti                   | 73 694                     | 100,00                     |
| ↳ Votanti (% su iscritti)  | ↳ Votanti (% su iscritti)                         | ↳ Votanti (% su iscritti)  | 43 238                     | 58,67                      |
| ↳ Astenuti (% su iscritti) | ↳ Astenuti (% su iscritti)                        | ↳ Astenuti (% su iscritti) | 30 456                     | 41,33                      |
|                            |                                                   |                            |                            |                            |
|                            | Esito: collegio passa da Laburista a Conservatore |                            |                            |                            |

| Partito                    | Partito                                | Candidato                  | Risultati 8 giugno 2017 | Risultati 8 giugno 2017 |
| Partito                    | Partito                                | Candidato                  | Voti                    | %                       |
| -------------------------- | -------------------------------------- | -------------------------- | ----------------------- | ----------------------- |
|                            | Laburista                              | Richard Burden             | 23 596                  | 53,21                   |
|                            | Conservatore                           | Meg Powell-Chandler        | 18 929                  | 42,68                   |
|                            | Lib Dem                                | Roger Harmer               | 959                     | 2,16                    |
|                            | Verdi                                  | Eleanor Masters            | 864                     | 1,95                    |
|                            |                                        |                            |                         |                         |
| Iscritti                   | Iscritti                               | Iscritti                   | 72 345                  | 100,00                  |
| ↳ Votanti (% su iscritti)  | ↳ Votanti (% su iscritti)              | ↳ Votanti (% su iscritti)  | 44 348                  | 61,30                   |
| ↳ Astenuti (% su iscritti) | ↳ Astenuti (% su iscritti)             | ↳ Astenuti (% su iscritti) | 27 997                  | 38,70                   |
|                            |                                        |                            |                         |                         |
|                            | Esito: collegio confermato a Laburista |                            |                         |                         |

| Partito                    | Partito                                | Candidato                  | Risultati 7 maggio 2015 | Risultati 7 maggio 2015 |
| Partito                    | Partito                                | Candidato                  | Voti                    | %                       |
| -------------------------- | -------------------------------------- | -------------------------- | ----------------------- | ----------------------- |
|                            | Laburista                              | Richard Burden             | 17 673                  | 41,62                   |
|                            | Conservatore                           | Rachel Maclean             | 15 164                  | 35,71                   |
|                            | UKIP                                   | Keith Rowe                 | 7 106                   | 16,74                   |
|                            | Lib Dem                                | Steve Haynes               | 1 349                   | 3,18                    |
|                            | Verdi                                  | Anna Masters               | 1 169                   | 2,75                    |
|                            |                                        |                            |                         |                         |
| Iscritti                   | Iscritti                               | Iscritti                   | 71 483                  | 100,00                  |
| ↳ Votanti (% su iscritti)  | ↳ Votanti (% su iscritti)              | ↳ Votanti (% su iscritti)  | 42 461                  | 59,40                   |
| ↳ Astenuti (% su iscritti) | ↳ Astenuti (% su iscritti)             | ↳ Astenuti (% su iscritti) | 29 022                  | 40,60                   |
|                            |                                        |                            |                         |                         |
|                            | Esito: collegio confermato a Laburista |                            |                         |                         |

| Partito                    | Partito                                | Candidato                  | Risultati 6 maggio 2010 | Risultati 6 maggio 2010 |
| Partito                    | Partito                                | Candidato                  | Voti                    | %                       |
| -------------------------- | -------------------------------------- | -------------------------- | ----------------------- | ----------------------- |
|                            | Laburista                              | Richard Burden             | 16 841                  | 40,28                   |
|                            | Conservatore                           | Keely Huxtable             | 14 059                  | 33,62                   |
|                            | Lib Dem                                | Mike Dixon                 | 6 550                   | 15,66                   |
|                            | BNP                                    | Les Orton                  | 2 290                   | 5,48                    |
|                            | UKIP                                   | John Borthwick             | 1 363                   | 3,26                    |
|                            | Verdi                                  | Susan Pearce               | 406                     | 0,97                    |
|                            | Common Good                            | Dick Rodgers               | 305                     | 0,73                    |
|                            |                                        |                            |                         |                         |
| Iscritti                   | Iscritti                               | Iscritti                   | 71 354                  | 100,00                  |
| ↳ Votanti (% su iscritti)  | ↳ Votanti (% su iscritti)              | ↳ Votanti (% su iscritti)  | 41 814                  | 58,60                   |
| ↳ Astenuti (% su iscritti) | ↳ Astenuti (% su iscritti)             | ↳ Astenuti (% su iscritti) | 29 540                  | 41,40                   |
|                            |                                        |                            |                         |                         |
|                            | Esito: collegio confermato a Laburista |                            |                         |                         |

### Elezioni negli anni 2000
| Partito                    | Partito                                | Candidato                  | Risultati 5 maggio 2005 | Risultati 5 maggio 2005 |
| Partito                    | Partito                                | Candidato                  | Voti                    | %                       |
| -------------------------- | -------------------------------------- | -------------------------- | ----------------------- | ----------------------- |
|                            | Laburista                              | Richard Burden             | 15 419                  | 49,65                   |
|                            | Conservatore                           | Vicky Ford                 | 8 965                   | 28,87                   |
|                            | Lib Dem                                | Trevor Sword               | 4 171                   | 13,43                   |
|                            | BNP                                    | Mark Cattell               | 1 278                   | 4,12                    |
|                            | UKIP                                   | Gillian Chant              | 641                     | 2,06                    |
|                            | Common Good                            | Richard Rogers             | 428                     | 1,38                    |
|                            | Alternativa Socialista                 | Louise Houdley             | 120                     | 0,39                    |
|                            | Rivoluzionario dei Lavoratori          | Frank Sweeney              | 34                      | 0,11                    |
|                            |                                        |                            |                         |                         |
| Iscritti                   | Iscritti                               | Iscritti                   | 54 869                  | 100,00                  |
| ↳ Votanti (% su iscritti)  | ↳ Votanti (% su iscritti)              | ↳ Votanti (% su iscritti)  | 31 056                  | 56,60                   |
| ↳ Astenuti (% su iscritti) | ↳ Astenuti (% su iscritti)             | ↳ Astenuti (% su iscritti) | 23 813                  | 43,40                   |
|                            |                                        |                            |                         |                         |
|                            | Esito: collegio confermato a Laburista |                            |                         |                         |

| Partito                    | Partito                                | Candidato                  | Risultati 7 giugno 2001 | Risultati 7 giugno 2001 |
| Partito                    | Partito                                | Candidato                  | Voti                    | %                       |
| -------------------------- | -------------------------------------- | -------------------------- | ----------------------- | ----------------------- |
|                            | Laburista                              | Richard Burden             | 16 528                  | 55,96                   |
|                            | Conservatore                           | Nils Purser                | 8 730                   | 29,56                   |
|                            | Lib Dem                                | Trevor Sword               | 3 322                   | 11,25                   |
|                            | UKIP                                   | Stephen Rogers             | 550                     | 1,86                    |
|                            | Alleanza Socialista                    | Clive Walder               | 193                     | 0,65                    |
|                            | Laburista Socialista                   | Zane Carpenter             | 151                     | 0,51                    |
|                            | Comunista                              | Andrew Chaffer             | 60                      | 0,20                    |
|                            |                                        |                            |                         |                         |
| Iscritti                   | Iscritti                               | Iscritti                   | 55 935                  | 100,00                  |
| ↳ Votanti (% su iscritti)  | ↳ Votanti (% su iscritti)              | ↳ Votanti (% su iscritti)  | 29 534                  | 52,80                   |
| ↳ Astenuti (% su iscritti) | ↳ Astenuti (% su iscritti)             | ↳ Astenuti (% su iscritti) | 26 401                  | 47,20                   |
|                            |                                        |                            |                         |                         |
|                            | Esito: collegio confermato a Laburista |                            |                         |                         |

## Risultati dei referendum

### Referendum sulla permanenza del Regno Unito nell'Unione europea del 2016
|             | Collegio              | Lasciare UE % | Rimanere in UE % |
| ----------- | --------------------- | ------------- | ---------------- |
|             | Birmingham Northfield | 61,8%         | 38,2%            |
| Inghilterra | 53,3%                 | 46,7%         |                  |
| Regno Unito | 51,9%                 | 48,1%         |                  |